# Bystré (Svitavyi járás)
Bystré település Csehországban, a Svitavyi járásban. Bystré Nedvězí, Rohozná, Rovečné, Sulkovec, Nyklovice, Jedlová, Trpín, Svojanov, Stašov és Hartmanice településekkel határos. Lakosainak száma 1603 fő (2024. január 1.).

## Népesség
A település lakosságának változását az alábbi diagram mutatja:
| Lakosok száma | 2305 | 2251 | 2068 | 1442 | 1576 | 1692 | 1569 | 1540 | 1480 | 1603 |
|               | 1869 | 1890 | 1921 | 1950 | 1980 | 2001 | 2017 | 2019 | 2022 | 2024 |